# 维耶维尔昂艾
维耶维尔昂艾（法語：Viéville-en-Haye，法語發音：[vjevil ɑ̃ ɛ]）是法国默尔特-摩泽尔省的一个市镇，位于该省中北部，属于图勒区。

## 地名
“维耶维尔昂艾”（Viéville-en-Haye）一名在法语中意为“艾森林中的维耶维尔”。

## 地理
维耶维尔昂艾（48°56'34"N, 5°55'36"E）面积8.54 平方千米，位于法国大東部大區默尔特-摩泽尔省，该省份为法国东北部内陆省份，是洛林的一部分，北邻比利时、卢森堡，北起顺时针与摩泽尔省、下莱茵省、孚日省和默兹省接壤。
与维耶维尔昂艾接壤的市镇（或旧市镇、城区）包括：厄沃赞、若尔尼、利梅雷默诺维尔、普雷尼、蒂欧库尔-勒涅维尔、特雷河畔维尔塞。
维耶维尔昂艾的时区为UTC+01:00、UTC+02:00（夏令时）。

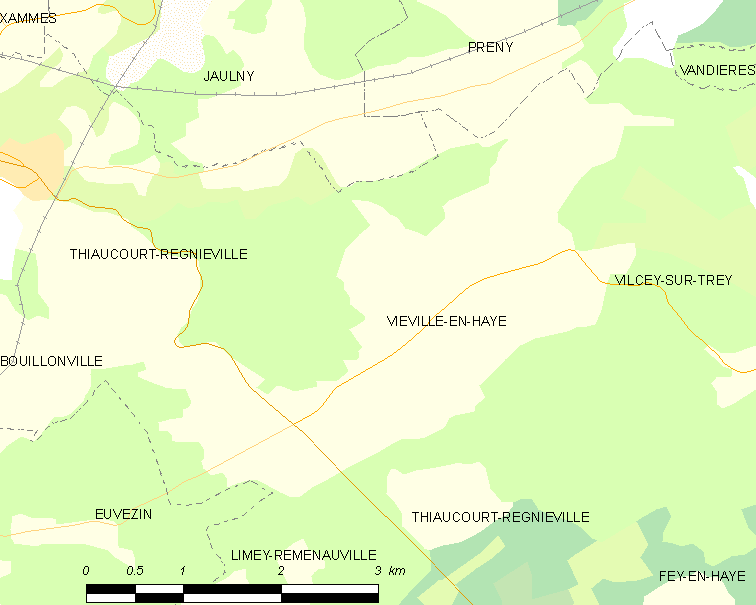
维耶维尔昂艾的OSM定位图

## 行政
维耶维尔昂艾的邮政编码为54470，INSEE市镇编码为54564。

## 政治
维耶维尔昂艾所属的省级选区为北图卢瓦县。

## 人口

1962-2008年间维耶维尔昂艾人口变化图示

维耶维尔昂艾于2022年1月1日时的人口数量为140人。